# Thabenoides albinotata
Thabenoides albinotata är en insektsart som beskrevs av William Lucas Distant 1916. Thabenoides albinotata ingår i släktet Thabenoides och familjen sköldstritar. Inga underarter finns listade i Catalogue of Life.